# Il gèle en enfer
Pour plus de détails, voir Fiche technique et Distribution.
Il gèle en enfer est un film français réalisé par Jean-Pierre Mocky, sorti en 1990. C'est une adaptation du roman de Elliott Chaze.

## Synopsis
Une histoire d'amour sur fond de série noire.

## Fiche technique
- Réalisation et montage: Jean-Pierre Mocky
- Scénario :  d'après le roman de Elliott Chaze
- Dialogues : André Ruellan
- Directeur de la photographie : Raoul Coutard
- Musique : Vladimir Cosma
- Producteurs : Jean-Bernard Fetoux, Jean-Pierre Mocky
- Genre : comédie dramatique
- Année de production : 1989
- Pays :  France
- Durée : 90 min environ
- Date de sortie : 
  - France -  25 avril 1990.

## Distribution
- Jean-Pierre Mocky : Tim
- Lauren Grandt : Georgia
- Marjorie Godin : la garagiste
- Pascal Ligier : Peter
- François Aragon et André Sanfratello : les convoyeurs
- Anne Zamberlan : Maman Titi
- Jean Abeillé : M. Roque
- Christian Chauvaud et Mathieu Barbier : les policiers
- Stéphane Bignon : le barman
- Frédéric Forgeard : l'inspecteur chef
- Luc Delhumeau : M. Heralde
- Jean Cherlian : Jippy
- Alain Fourès : le spirite
- Pierre Martot : le paysan
- Francis Coffinet : Le chasseur
- Patrice Di palma : client terrasse

## Autour du film
- Le film avait fait scandale à cause de son affichage dans le métro présentant deux anges sexués.
- Le film a été tourné à Tenay dans l'Ain, sur les bords du lac de Chalain ainsi qu'à Livry-Gargan (scène de la carrière).